# Kombinat (Chor)

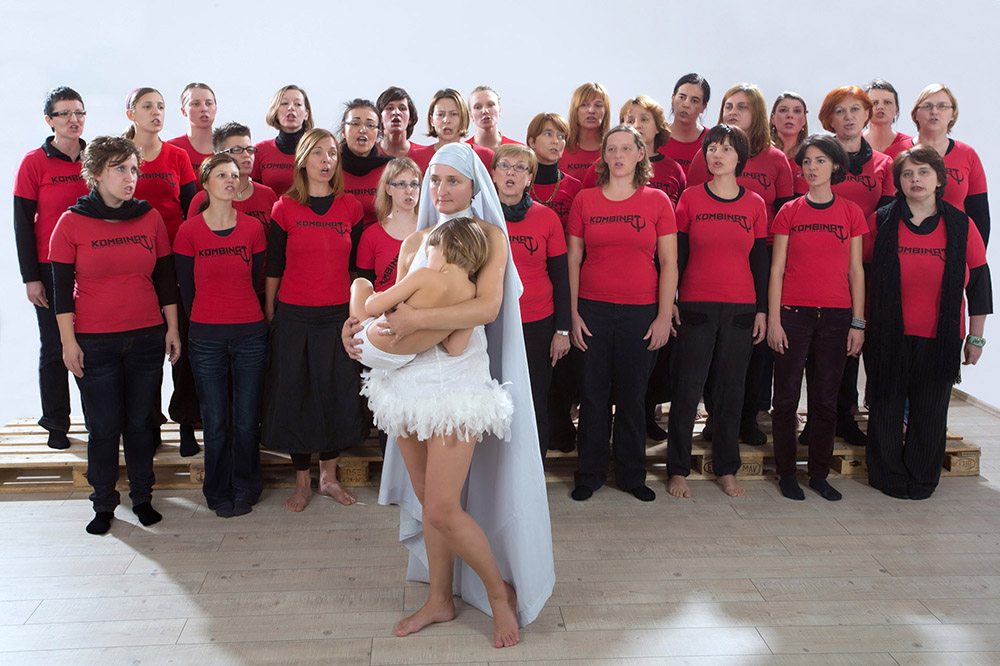
Auftritt des Chores mit Zvonka Simčič 2012.

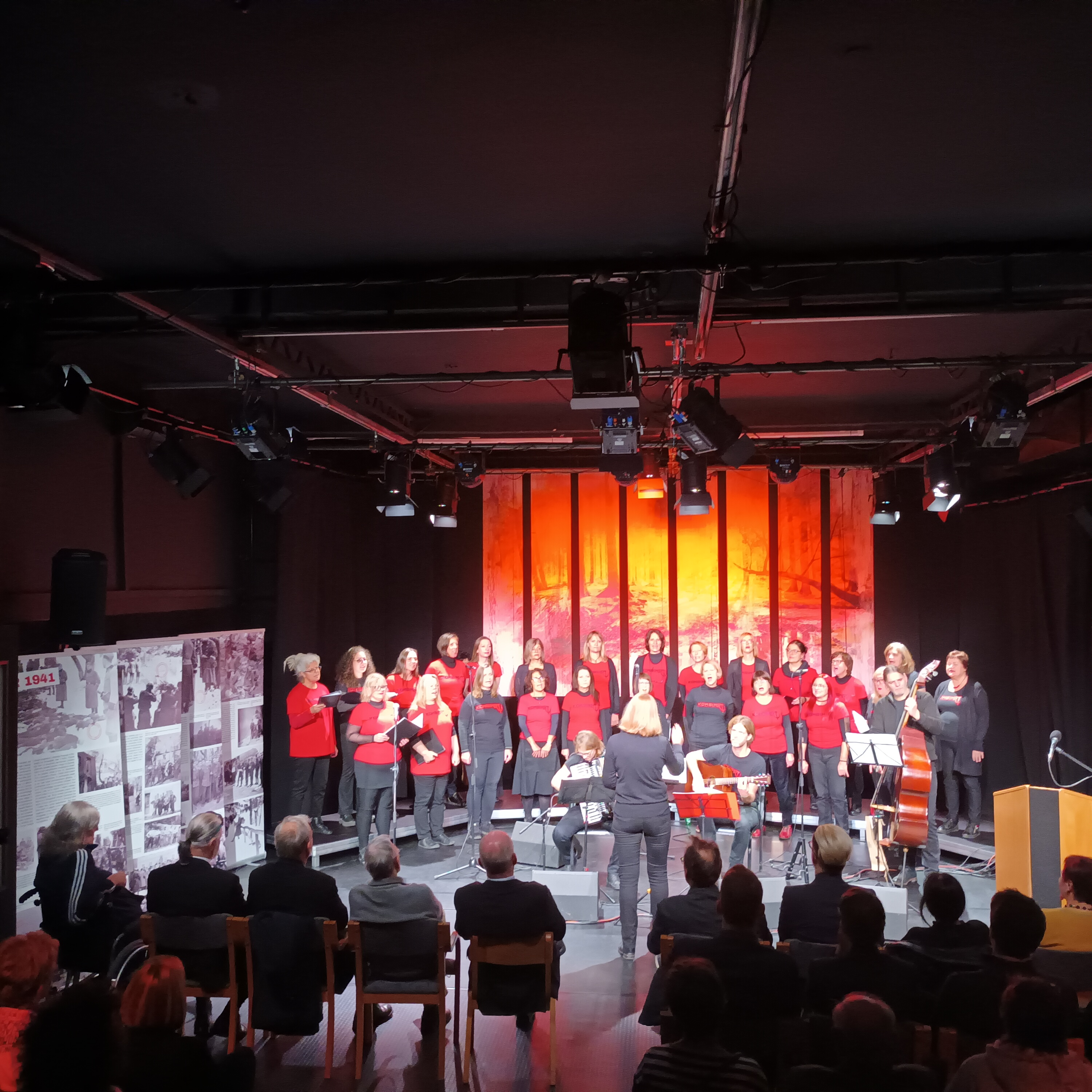
Auftritt des Chores im Volkshaus Klagenfurt/Celovec 2023.

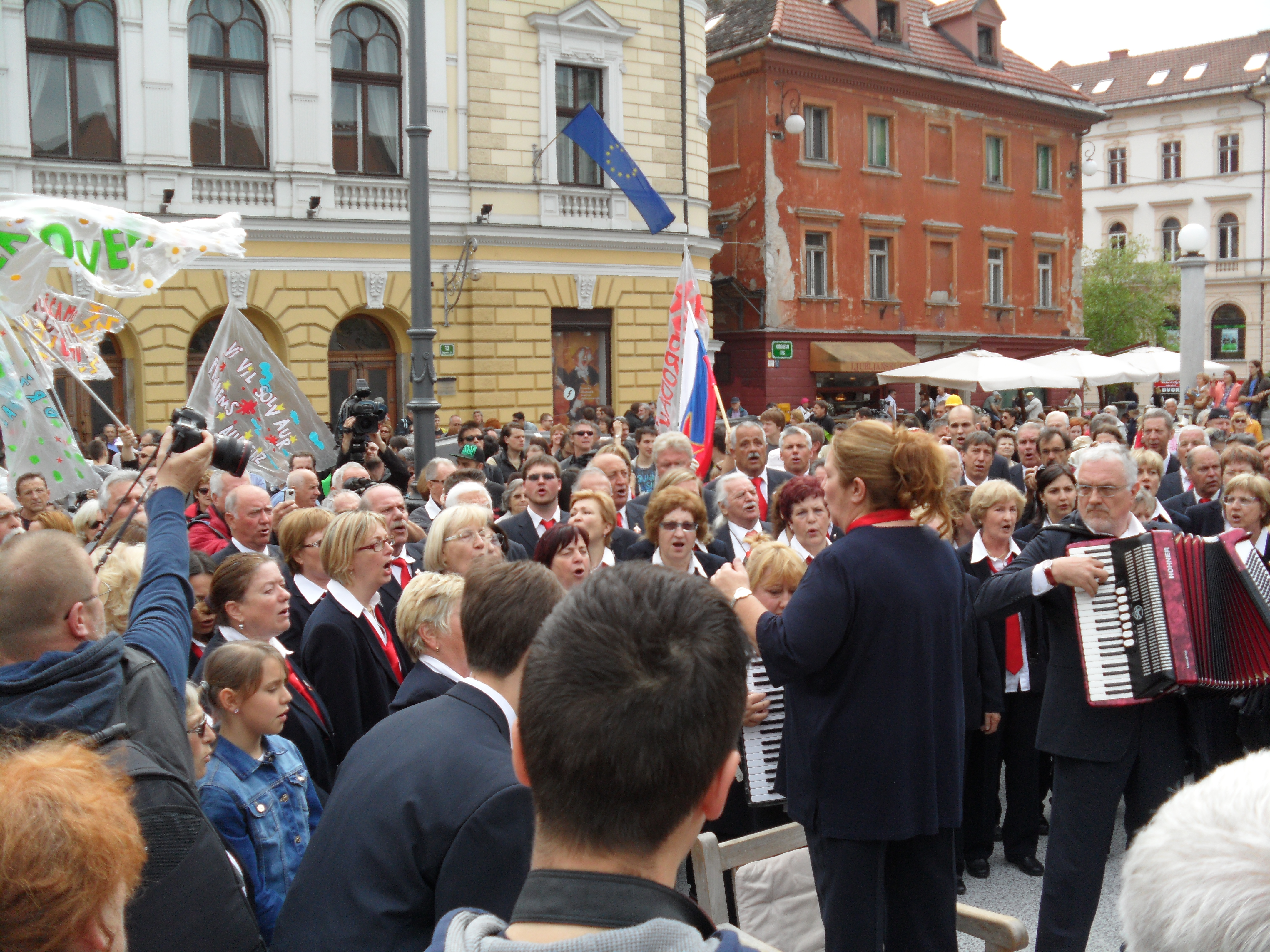
Auftritt des Chores gemeinsam mit dem Triester Partisanenchor bei einer Kundgebung in Ljubljana 2013.

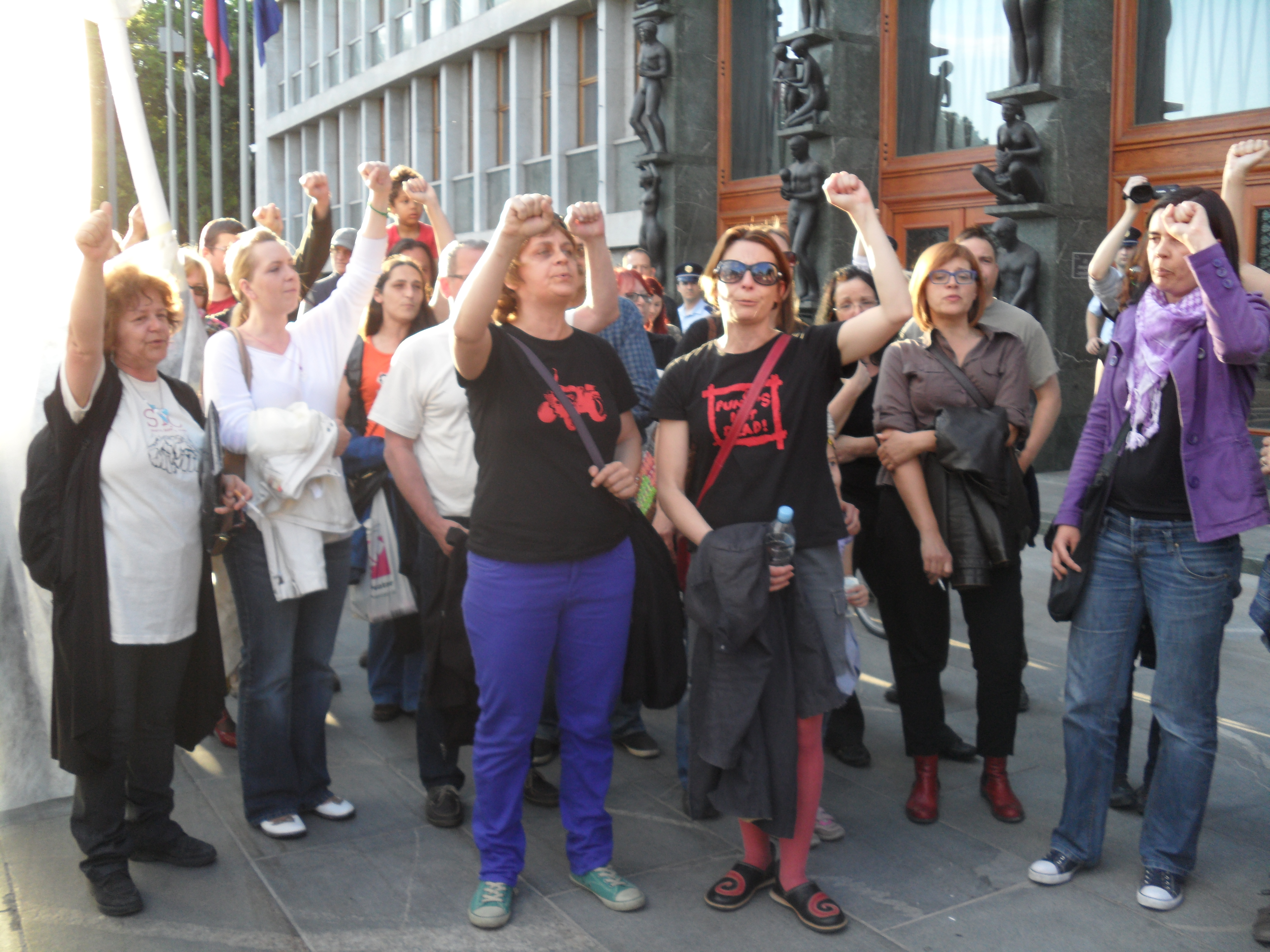
Der Chor bei einer Demonstration vor dem Parlament in Ljubljana 2014.

Der Frauenchor »Kombinat« (slowenisch Ženski pevski zbor Kombinat, kurz ŽPZ Kombinat oder Kombinatke) ist ein Chor in Ljubljana (Slowenien).

## Geschichte
Der Frauenchor »Kombinat« wurde am Tag des Aufstandes (slowenisch dan upora), dem 27. April 2008, gegründet, als sich eine Gruppe von Frauen zur Gründungsversammlung im Rog von Ljubljana versammelte und beschloss, aufständische Lieder aus der ganzen Welt zu singen. Die Idee einer solchen Gesangsgruppe war einen Monat zuvor auf dem Junggesellinnenabschied einer der Sängerinnen entstanden. Vor Publikum sang der Frauenchor »Kombinat« zum ersten Mal am 23. Mai 2008 im Rahmen der Feierlichkeiten zum Tag der Jugend (dan mladosti, 25. Mai) im Autonomen Kulturzentrum Metelkova in Ljubljana. Seitdem geben die Kombinatke zahlreiche Konzerte, u. a. bei antifaschistischen Gedenkveranstaltungen und im September 2024 einen Auftritt bei einem Benefizkonzert im Letni Kino Izola für die Opfer in Palästina. Der Chor tritt häufig gemeinsam mit anderen Künstlern und Ensembles auf, darunter der Zbor Praksa (Pula), Le Zbor (Zagreb) FPZ Z’borke (Ljubljana), Horkestar (Belgrad) und hor 29 novembar (Wien). Ein Dokumentarfilm über den Chor wurde u. a. beim Auroville Film Festival in Indien gezeigt.

## Repertoire
Der Frauenchor »Kombinat« singt slowenische und jugoslawische Partisanenlieder sowie Arbeiter-, Kampf- und Protestlieder aus zahlreichen anderen Ländern, darunter ¡Ay Carmela!, Zdravljica, Padaj silo i nepravdo, das Einheitsfrontlied, die Warschawjanka, Sestre, le k soncu, svobodi (eine slowenische Version von Brüder, zur Sonne, zur Freiheit), Bread and Roses, La Cucaracha, Grândola, Vila Morena, Die Internationale, Hasta siempre, comandante, Bella ciao, Bilečanka, Katjuša, El pueblo unido und Bandiera rossa.